# Эрсен-Купиньи
Эрсен-Купиньи (фр. Hersin-Coupigny) — коммуна во Франции, регион О-де-Франс, департамент Па-де-Кале, округ Бетюн, кантон Не-ле-Мин. Город расположен в 14 км к западу от Ланса и в 10 км к югу от Бетюна, в 4 км от автомагистрали А26 «Англия».
Население (2018) — 6 263 человека.

## Достопримечательности
- Церковь Святого Мартина XVI века
- Шато де Купиньи (de Coupigny) XVIII века

## Экономика
Структура занятости населения:
- сельское хозяйство — 1,7 %
- промышленность — 7,4 %
- строительство — 11,5 %
- торговля, транспорт и сфера услуг — 26,2 %
- государственные и муниципальные службы — 53,4 %

Уровень безработицы (2017) — 19,2 % (Франция в целом — 13,4 %, департамент Па-де-Кале — 17,2 %). 

Среднегодовой доход на 1 человека, евро (2017) — 18 060 (Франция в целом — 21 110, департамент Па-де-Кале — 18 610).

## Демография
Динамика численности населения, чел.

## Администрация
Пост мэра Эрсен-Купиньи с 2008 года занимает Жан-Мари Карамьо (Jean-Marie Caramiaux). На муниципальных выборах 2020 года возглавляемый им независимый список одержал победу в 1-м туре, получив 72,09 % голосов.
| Период | Период | Фамилия                | Партия                                 | Примечания                                                                     |
| ------ | ------ | ---------------------- | -------------------------------------- | ------------------------------------------------------------------------------ |
| 1959   | 1988   | Морис Андриё           | Коммунистическая партия                | учитель, член Генерального совета департамента, депутат Национального собрания |
| 1988   | 1995   | Тереза Делькур-Дельбек |                                        |                                                                                |
| 1995   | 2008   | Ги Марль               | Социалистическая партия                |                                                                                |
| 2008   |        | Жан-Мари Карамьо       | Республиканское и гражданское движение |                                                                                |

## Ссылки

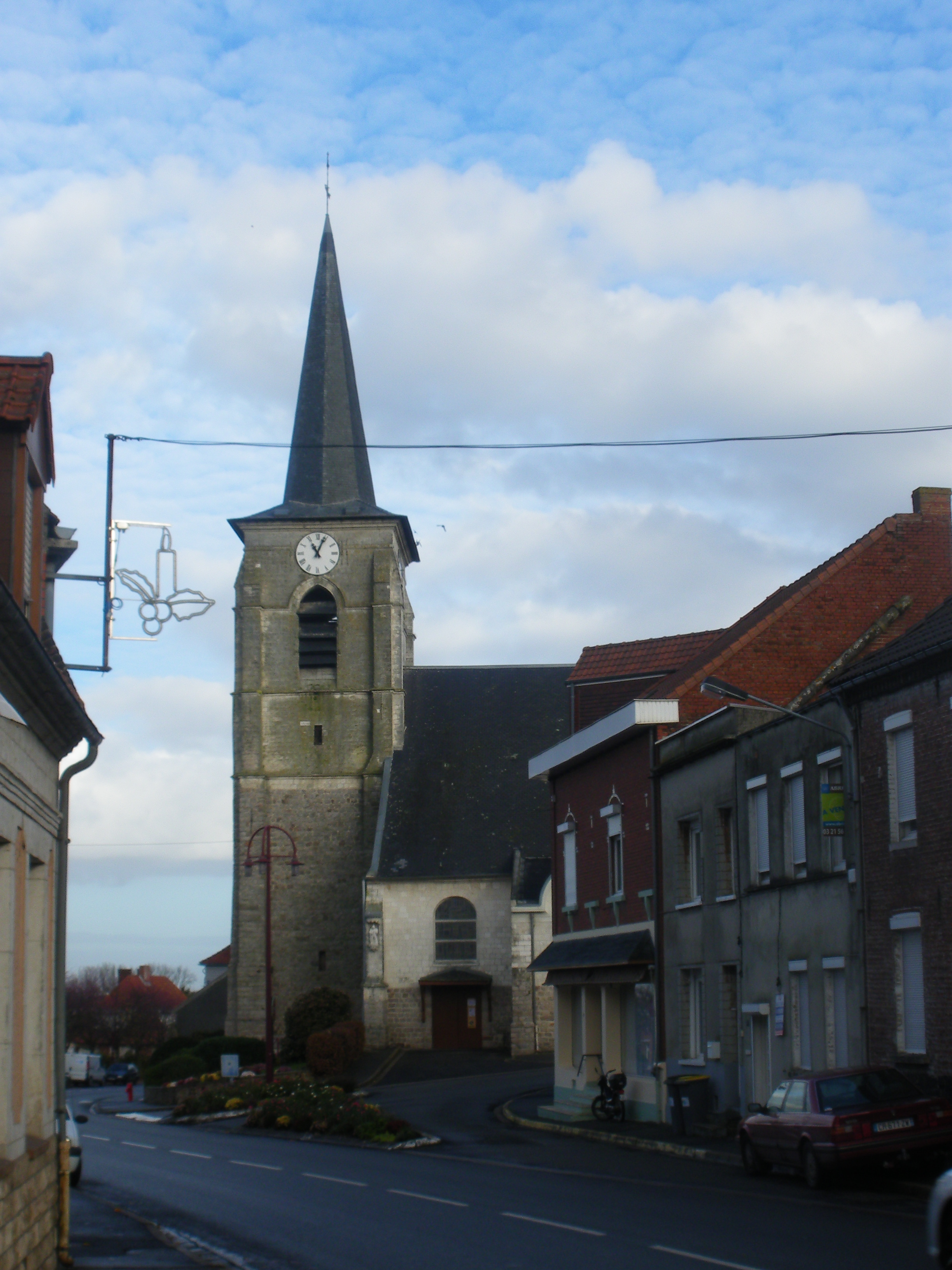
Церковь Святого Мартина